# Tomoya Kanō
Tomoya Kanō (狩野 智也, Kanō Tomoya, né le 14 juillet 1973 à Osaka) est un coureur cycliste japonais.

## Palmarès et résultats

### Palmarès par année
- 1999
  - 3e du championnat du Japon du contre-la-montre
- 2001
  - 2e du Tour de Corée
  - 2e du Tour de Hokkaido
  - 3e du championnat du Japon sur route
  - 4e du championnat d'Asie du contre-la-montre
- 2002
  - 2e du championnat du Japon du contre-la-montre
  - 2e du Tour de Hokkaido
- 2003
  - 2e du Tour de Hokkaido
- 2005
  - 3e du championnat du Japon du contre-la-montre
- 2006
  - Classement général du Tour de Kumano
- 2007
  - 3e du championnat du Japon du contre-la-montre
- 2008
  - 3e du championnat du Japon du contre-la-montre

### Classements mondiaux
| Année            | 2005 | 2006 | 2007 | 2008 | 2009 | 2010 | 2011 |
| ---------------- | ---- | ---- | ---- | ---- | ---- | ---- | ---- |
| UCI America Tour |      |      |      |      |      | 245e |      |
| UCI Asia Tour    | 33e  | 97e  | 69e  | 127e | nc   | 253e | 283e |